# Toma Conțescu
Toma D. Conțescu (n. 1813, Racovița, județul Muscel – d. ?) a fost un proprietar de pământ, ofițer de carieră și activist politic. El a avut un rol important în evenimentele din 1848 din zonele plășii Argeșel și Pitești, care au inclus răscoala țăranilor, jurământul pe Noua Constituție/Proclamația de la Islaz și denunțarea Regulamentului Organic și a Arhondologiei/Condica rangurilor boierești în Grădina Publică din Pitești.

## Biografie

### Viața timpurie și serviciul în miliție
Toma Conțescu s-a născut în 1813 în Racovița, (astăzi localitate componentă a orașului Mioveni), Muscel. A urmat o carieră ca ofițer și a slujit ca locotenent în Miliția Pământeană între anii 1831 și 1848. În această perioadă, a participat activ la evenimentele revoluționare care au avut loc în 1848.

### Implicarea în Revoluția din 1848
Încă din luna mai 1848, au fost semnalate o serie de mișcări în județele Argeș și Muscel. Un raport al subcîrmuirii plășii Argeșelului către cîrmuirea Muscelului, datat 1 iunie 1848, arată că Toma Conțescu a invitat clăcașii de pe moșia sa din Racovița și alți locuitori să se revolte, promițându-le arme, bani și apărarea de toate datoriile sătești și proprietărești. El a reușit să îi determine pe aceștia să se împotrivească autorității și să interzică primirea oricărui dregător al stăpânirii în satele lor.
La începutul lunii iulie 1848, în orașul Pitești a avut loc o mare adunare cu ocazia sfințirii steagului revoluției și depunerii jurământului. Ziarul "Pruncul Român" din 6 iulie 1848, care a relatat evenimentul, menționează că profesorul Andrei Pretorian a fost sufletul acestei adunări. După sfințirea steagurilor, funcționarii publici au depus jurământul pe Constituție.
Toma Conțescu avea legături strânse cu frații Golești și a participat la întruniri organizate de aceștia la conacul Golești. De asemenea, el a avut legături cu o serie de revoluționari din Pitești și cunoștea secretele mișcării. După evenimentele din Racovița, Toma Conțescu a organizat demonstrații revoluționare în orașele Câmpulung și Pitești, cerând proclamarea Constituției, eliberarea robilor și schimbarea funcționarilor.

### Arestarea și închisoarea
După înăbușirea revoluției, Toma Conțescu a fost arestat și dus la Craiova, iar de acolo a fost trimis la București de către cîrmuirea județului Dolj. El a fost învinuit că a luat parte la tulburările revoluționare și a fost supus unei anchete. Comisia alcătuită la 22 noiembrie 1848 pentru cercetarea celor implicați în faptele revoluționare l-a declarat pe Toma Conțescu revoluționar, recunoscându-i implicarea dinaintea izbucnirii revoluției și pe parcursul ei.
A fost închis la Mănăstirea Văcărești din București între 1 octombrie 1848 și 4 iunie 1849, și ulterior între 22 iunie și 4 iulie 1849.
Abia la 27 februarie 1850, după aproape doi ani de judecată și închisoare, Departamentul Dreptății a comunicat Tribunalului Muscel, cauza lui Toma Conțescu și a celor 9 clăcași din Racovița arestați odată cu el a fost desființată.

### Susținător al Unirii Principatelor Române
După eliberarea sa, Toma Conțescu a devenit susținător al Unirii Principatelor Române și al implementării reformelor în timpul domniei lui Alexandru Ioan Cuza (1859-1866). A pledat activ pentru aceste cauze în județele Argeș și Muscel.

## Moștenire
Argeșul și Muscelul au jucat un rol important în timpul revoluției din 1848, contribuind cu mari revoluționari la mișcarea de eliberare națională. Toma Conțescu reprezintă un exemplu al implicării și activismului revoluționar din acea perioadă în aceste regiuni. Implicarea lui Toma Conțescu în revoluție a demonstrat contribuțiile și sacrificiile semnificative făcute de oamenii din Argeș și Muscel în acea perioadă. Multe personalități remarcabile ale revoluției proveneau din aceste regiuni. Mișcările care au avut loc în mai 1848 în Argeș și Muscel au contribuit în mod decisiv la modelarea evenimentelor revoluției.
De asemenea, în orașul Pitești există o stradă care îi poartă numele, Strada Toma Conțescu. Aceasta a fost denumită în onoarea sa ca recunoaștere a contribuției sale în evenimentele revoluționare din 1848 și a luptei sale pentru reforme și unirea Principatelor Române. Strada Toma Conțescu servește ca o amintire durabilă a moștenirii sale și a implicării sale în istoria României.